# Anau
Anau (türkménül: Änew) egy város Türkmenisztánban. Ez Ahal tartomány fővárosa.

## Fekvése
8 km-re délkeletre Aşgabattól, amelyhez az M37-es autópályán keresztül csatlakozik.

## Nevének eredete
Az Anau név a perzsa Áb-e nou (آب نو) szóból származik, jelentése: "Új víz".

## Régészet
A kalkolitikus (kőrézkori) Anau-kultúra Kr. e. 4500-ból származik, a neolitikus Dzsejtun-kultúrát követve a déltürkmén kulturális szekvenciában.
Anau egykor a híres ősi selyemút mentén fekvő pihenőhely, megálláspont volt. Finom festett fazekak találhatók itt.
Anau területén a legkorábbi Anau IA fázishoz hasonló fazekasságot találtak, mely az iráni Szemnán tartományban található Sir Ásiján Tepéhez mutat hasonlóságot.

## Leírása
Anau régészeti lelőhelye egy északra és délre fekvő két halmot tartalmaz. A régészeti kutatás itt kezdődött 1890-ben. Raphael Pumpelly, Alekszandr Maruscsenko és Kakamurad Kurbansahatov voltak itt az elmúlt években a kutatók.
Az északi hegy a kalkolitika és a bronzkor maradványait mutatja be, a déli halmon pedig a vaskori maradványok találhatók.
Az Anauban található északi kúp legalsó rétegei jó bizonyítékot szolgáltatnak a neolitikum és a kalkolitikus átmenet közötti időkről. A legalacsonyabb rétegeket két periódusra osztottuk: Anau IA és Anau IB. Egyes rézelemeket, valamint az importált lazuritokat találtunk.
Bár vannak hasonlóságok az Anau IA és a dzsejtuni kerámiák között, sok különbség is van. A Dzsejtun-kerámiák többnyire növényi alapúak, míg az Anau IA-t nagy mennyiségű agyag és más kerámiák alkotják.
Az Anau IA hasonlóságot mutat a Tepe Szialk I és II rétegekkel is. Az Anau IA-hoz hasonló kerámiák az iráni fennsíkon, Északkelet-Iránban és Dél-Türkmenisztánban is megtalálhatók.
A Namazga-kultúra Dzsejtunról is származott, de később. Anau IB2 periódus, Kr. e. 3800-tól kezdődően, kortársnak tekinthető a Namazga I periódusban.

## Bélyegző pecsét
Anauban egy rejtélyes bélyegzőt is találtak, amely eredeti bizonyítéka lehet egy őshonos írásos nyelvnek Anauban. Az új felfedezés c. Kr. e. 2300.
Az Altyndepe bronzkori pecsétjei párhuzamot mutatnak az Anau pecsétjével. Az Altyndepénél két azonos pecsétet találtak ugyanolyan méretben, mint az Anau pecsétje.
Ezek a pecsétek hasonlóak a Tepe Heszár és a Tepe Szialk iráni irattáraihoz is, ahol geometrikus mintákkal ellátott ilyen pecsétek az i. e. 5. évezredhez kapcsolódnak. Az Anau-pecséthez néhány kínai párhuzam is lehetséges.